# 高橋卓爾
高橋卓士（たかはし たくじ、3月23日 生）は、日本の俳優、ナレーター。東京都出身。

## 来歴
10歳から21歳まで、演出家であり脚本家でもある梶賀千鶴子の元、年間50ステージ以上に出演。舞台の基礎を学ぶ。
劇団四季を経て、2009年Artist Company 響人の創立に参加をする。

## 出演作品

### SCS
- ストリーム - 伊達政宗 幼少期
- 繭姫〜密やかな企て〜 - 唯衣
- 舞踊劇悲恋“野菊の墓” - 政夫
- 仄仄 - ほのぼの

### 劇団四季
- ジョン万次郎の夢 - 五右衛門、福沢諭吉
- ユタと不思議な仲間たち - 一郎
- 人間になりたがった猫 - 床屋
- エビータ - アンサンブル
- ウィキッド - アンサンブル（オリジナルキャスト）

### Artist Company　響人
- 哀しみと息子たち (2009年7月1日 - 5日) - バッキー
- お月様のジャン (2009年12月9日 - 14日) - クローテール
- オーファンズ〜孤児たち〜 (2010年4月23日 - 26日) - フィリップ
- ブレーメン (2010年8月26日 - 30日) - 中村
- お月さまへようこそ (2011年8月17日 - 22日) - カウボーイ／ロニー(二役)
- 夜の来訪者 (2011年11月5日 - 13日) - エリック
- La vie en Rose　エディット・ピアフと8人の男の話 (2011年12月22日 - 25日) - テオ
- La vie en Rose (2012年4月18日 - 25日) - プティ・ルイ
- わが町 (2012年7月28日 - 8月1日) - ウェブ氏

### その他
- 『12〜twelve〜』〜19歳の運命は、12人の男女の手に委ねられた〜 (2011年3月19日 - 27日)
- 12人〜奇跡の物語〜 (2011年6月19日〜26日)
- ITI国際演劇協会「動乱と演劇」カメルーン『罠』朗読劇 (2011年12月2日 - 4日)
- 「ズボン船長 〜FIFI AND THE SEVEN SEAS〜」 (2012年2月18日 - 19日神戸文化ホール、2月26日イオン化粧品シアターBRAVA!)
- PROMISES PROMISES in CONCERT (2012年5月9日、新国立劇場)
- 「アニー」
- 「ビューティフル・ゲーム」新国立劇場
- 東宝ミュージカル「レディ・ベス」帝国劇場
- 「メンフィス」新国立劇場
- 東宝ミュージカル「エリザベート」帝国劇場
- 「DNA-SHARAKU」
- 「トラブル・ショー」IMAホール
- 「グラウンドホッグ・デー」（2024年11月11日 - 12月8日）東京国際フォーラム ホールC 他[1]